# 理想溶液
理想溶液是溶质与溶剂混合为溶液时，既不放热，也不吸热，溶液体积适等于溶质体积和溶剂体积之和。
熱力學上而言，理想溶液即為活度等於莫耳分率之溶液，其活性係數值為1。
熱力學中任何溶液的數學式如下:
{\displaystyle a_{i}=\gamma _{i}\times X_{i}}
其中，{\displaystyle a_{i}} 為該成分在溶液中之活度，{\displaystyle \gamma _{i}} 為該成分在溶液中之活性係數，{\displaystyle X_{i}} 為該成分在溶液中之莫耳分率。
若該溶液為理想溶液，則{\displaystyle \gamma _{i}=1}。
实际存在的溶液均不能合于理想溶液的定义，但是溶质分子结构和性质越是与溶剂分子相接近，混合后的溶液行为就越和理想溶液相近。一般来说，稀溶液的行为较浓溶液的行为更加接近理想溶液的行为。最接近理想溶液的溶液模型為規則溶液。
在化學中代表該溶液溶解時的溶解熱（焓的改變量）為零；溶解熱越接近零，則該溶液的行為就越為「理想」。這個概念主要是奠基於化學熱力學及其應用。另一種說法是溶質與溶質之間、溶劑與溶質之間、溶劑與溶劑之間的作用力都相等，則為理想溶液。